# Seval
Seval ist ein weiblicher türkischer Vorname und bedeutet "nimm es gerne/mit Liebe". Er kommt auch als Familienname vor.

## Bekannte Namensträger

### Vorname
- Seval Yavuz (* 1970), alevitische Sängerin und Sazspielerin.

### Familienname
- Erol Seval (* 1970), deutscher American-Football-Spieler und -Trainer